# Matriz de Hessenberg
Uma matriz de Hessenberg é um tipo especial de matriz quadrada que exibe uma estrutura quase triangular, mas que inclui elementos não-nulos imediatamente acima (ou abaixo) da diagonal principal.
Por exemplo, a matriz seguinte é do tipo Hessenberg superior:
{\displaystyle {\begin{bmatrix}1&4&2&3\\3&4&1&7\\0&2&3&4\\0&0&1&3\\\end{bmatrix}}}
enquanto que a matriz seguinte é do tipo Hessenberg inferior:
{\displaystyle {\begin{bmatrix}1&2&0&0\\5&2&3&0\\3&4&3&7\\5&6&1&1\\\end{bmatrix}}}